# جین پیترز
الیزابت جین پیترز (انگلیسی: Jean Peters; زاده ۱۵ اکتبر ۱۹۲۶ - درگذشته ۱۳ اکتبر ۲۰۰۰) بازیگر اهل آمریکا بود که به عنوان ستاره فاکس قرن بیستم در اواخر دهه ۱۹۴۰ و اوایل دهه ۱۹۵۰ فعالیت می‌کرد.

## بخشی از فیلمشناسی
| فیلم                | فیلم                      | فیلم           | فیلم    |
| سال                 | فیلم                      | نقش            | توضیحات |
| ------------------- | ------------------------- | -------------- | ------- |
| ۱۹۵۱                | به همان جوانی که حس می‌کنی | Alice Hodges   |         |
| ۱۹۵۲                | زنده‌باد زاپاتا!           | Josefa Zapata  |         |
| ۱۹۵۳                | نیاگارا                   | Polly Cutler   |         |
| ۱۹۵۳                | برنامه‌ریزی برای جنایت     | Lynne Cameron  |         |
| جیب بر خیابان جنوبی | Candy                     |                |         |
| ۱۹۵۴                | سه سکه در چشمه            | Anita Hutchins |         |
| ۱۹۵۴                | آپاچی                     | Nalinle        |         |